# Émile Parisien
Émile Parisien (* 12. Oktober 1982 in Cahors) ist ein französischer Jazzmusiker (Sopran-), aber auch Altsaxophon, Komposition.

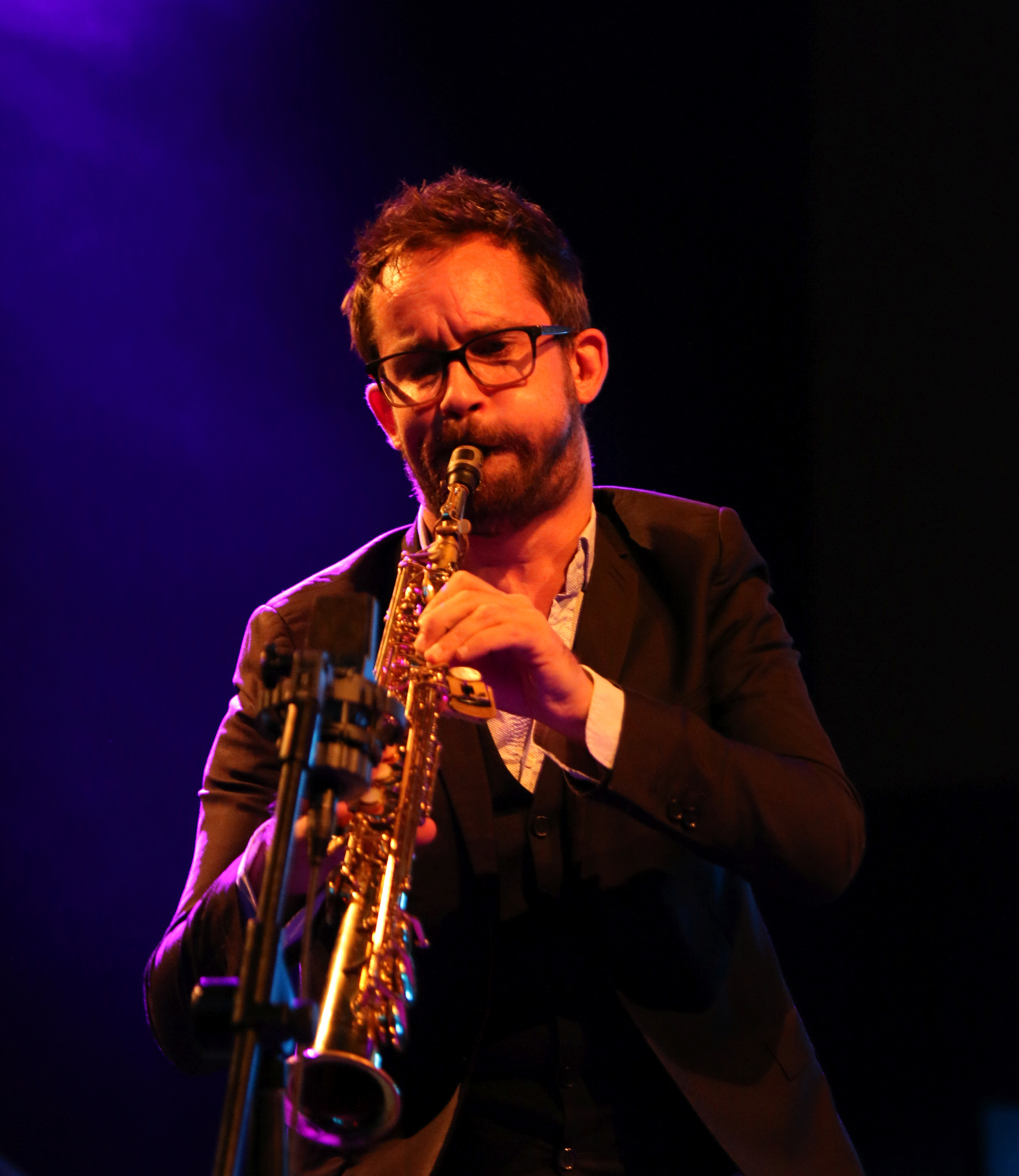
Émile Parisien (2010)

## Leben und Wirken
Émile Parisien besuchte ab dem Alter von elf Jahren das Collège de jazz von Marciac. Dort lernte er bei Pierre Boussaguet, Guy Lafitte und Christian „Tonton“ Salut. Ab 1996 vertiefte er seine Kenntnisse am Konservatorium von Toulouse. Dort studierte er gleichermaßen klassische und zeitgenössische Musik und Komposition. Im Lauf der Jahre spielte er außerdem mit Jazzleuten wie Wynton Marsalis, Christian McBride, Johnny Griffin oder Bobby Hutcherson während der jährlichen Festivals Jazz in Marciac.
Parisien zog im Jahr 2000 nach Paris und gründete dort sein eigenes Quartett mit Julien Touery (Piano), Ivan Gélugne (Kontrabass) und Sylvain Darrifourcq (Schlagzeug). Mit Kompositionen, die ein wenig von Klassikern wie Hector Berlioz, Igor Strawinsky, Arnold Schönberg, Richard Wagner oder von Jazzgrößen wie John Coltrane oder Wayne Shorter inspiriert sind, ergibt sich ein expressionistischer Stil, bei dem die Improvisation dominiert. Energisch swingender Bebop, freundschaftlich gebändigter Free Jazz, melodische Anspielungen auf französisches und nordafrikanisches musikalisches Erbe ebenso wie auf Strawinsky und Co finden sich in den Kompositionen und Konzert-Läufen. Mit seiner eigenen Combo in Quartett- oder Quintett-Besetzung spielte er häufig auf Tourneen oder Festivals in ganz Europa, teils mit hervorragenden Kritiken.
Parisien arbeitete in Frankreich und weiteren Ländern unter anderem mit Michel Portal, Jacky Terrasson, Yaron Herman, Paco Séry, Rémi Vignolo, Vincent Peirani, Leïla Olivesi und Manu Codjia. Als Sideman ist er Mitglied von Georgi Kornazovs „Horizons Quintet“, das 2008 das Album Viara herausbrachte. Weiter gehört er zum Quintett Living Being von Vincent Peirani, das für das SWR Jazz Meeting 2013 erweitert wurde. Im Trio DaDaDa mit Roberto Negro und Michele Rabbia legte er 2017 das Album Saison 3 vor.

## Preise und Auszeichnungen
Parisien war Preisträger von Les Victoires du Jazz 2009 in der Rubrik Révélation Instrumentale Française de l’Année (Prix Frank Ténot). Er erhielt einen Preis im Programm Jazzmigration der AFIJMA (Association des Festivals Innovants en Jazz et Musiques Actuelles) 2009 und den Preis Jazz Primeur 2009, verliehen von „Culturesfrance“ im Auftrag der französischen Ministerien für Auswärtiges und für Kultur in Bezug auf den internationalen Kulturaustausch. 2012 wurde ihm der Prix Django Reinhardt als bester französischer Jazzmusiker verliehen; zwei Jahre später wurde er so von den Victoires du Jazz gefeiert. Er erhielt ebenfalls die Auszeichnung der Victoires du Jazz für das „Album des Jahres“ (2016) in Frankreich für das Album Sfumato. Für die Alben Belle Époque und Sfumato erhielt Parisien 2015 und 2017 einen Echo Jazz.

## Diskografische Hinweise
- Émile Parisien Quintet: Éphémère (Famimra (selbstproduziert) 2000)
- Émile Parisien Quartet: Au revoir porc-épic (Laborie 2006)
- Émile Parisien Quartet: Original pimpant (Laborie 2009)
- Émile Parisien / Vincent Peirani: Belle Époque (Act 2014)[10]
- Émile Parisien Quartet: Spezial Snack (Act 2014)
- Émile Parisien Quintet & Joachim Kühn: Sfumato (Act 2016, mit Joachim Kühn, Manu Codjia, Simon Tailleu, Mário Costa, sowie Michel Portal, Vincent Peirani)[11], (Album des Jahres in Frankreich)
- Andreas Schaerer / Émile Parisien / Michael Wollny / Vincent Peirani: Out of Land (Act 2017)
- Double Screening (Act 2019, mit Julien Touéry, Ivan Gélugne, Julien Loutelier; Preis der deutschen Schallplattenkritik)[12]
- Wollny – Parisien – Lefebvre – Lillinger: XXXX (ACT, 2021), mit Tim Lefebvre, Michael Wollny, Christian Lillinger[13]
- Louise (ACT, 2022, mit Theo Croker, Roberto Negro, Manu Codjia, Joe Martin, Nasheet Waits)[14]
- Sissoko, Ségal, Parisien, Peirani: Les Égarés (ACT 2023)[15]